# Football Club Femminile Como 2000 2016-2017
Questa voce raccoglie le informazioni riguardanti il Football Club Femminile Como 2000 Associazione Sportiva Dilettantistica nelle competizioni ufficiali della stagione 2016-2017.

## Stagione
La stagione 2016-2017 ha segnato per il Como 2000 il ritorno in Serie A dopo un anno di assenza. L'avventura in Coppa Italia è terminata al primo turno, con il Como 2000 eliminato dall'Azalee, compagine di Serie B, per la regola dei gol in trasferta.
Il 18 ottobre 2016 la società ha sollevato dall'incarico alla guida della squadra Dolores Prestifilippo, assegnando l'incarico a Giuseppe Gerosa.
Ha disputato il campionato di Serie A, massima serie del campionato italiano femminile di calcio, concludendo al nono posto con 19 punti conquistati in 22 giornate, frutto di 5 vittorie, 4 pareggi e 13 sconfitte, accedendo allo spareggio salvezza contro il San Zaccaria. Nello spareggio, disputatosi a Ravenna, ha perso per 3-0, venendo così retrocesso in Serie B.

## Divise e sponsor
Il main sponsor è BLM Group, affiancato da Milano gomme, mentre il fornitore dell'abbigliamento sportivo è Legea.
| Casa | Trasferta |

## Organigramma societario
Area tecnica
- Allenatore: Dolores Prestifilippo (fino al 18 ottobre 2016), poi Giuseppe Gerosa
- Allenatore in seconda: Stefano Pozzi
- Preparatore dei portieri: Salvatore Di Maria
- Dirigente accompagnatore: Carlo Soave

Area sanitaria
- Medico sociale: Silvano Cozza
- Massaggiatore: Tonino Cherubini

## Rosa
Rosa, numerazione e ruoli sono tratti dal sito ufficiale della società.
| N. |                   | Ruolo | Calciatrice       |
| -- | ----------------- | ----- | ----------------- |
|    | Italia (bandiera) | P     | Eleonora Pini     |
|    | Italia (bandiera) | P     | Rossella Presutti |
|    | Italia (bandiera) | P     | Francesca Ventura |
|    | Italia (bandiera) | D     | Francesca Badiali |
|    | Italia (bandiera) | D     | Elena Cascarano   |
|    | Italia (bandiera) | D     | Lidia Cereda      |
|    | Italia (bandiera) | D     | Martina Galletti  |
|    | Italia (bandiera) | D     | Sara Nascamani    |
|    | Italia (bandiera) | D     | Giada Oliviero    |
|    | Italia (bandiera) | D     | Vanessa Panzeri   |
|    | Italia (bandiera) | D     | Elisa Stefanazzi  |
|    | Italia (bandiera) | C     | Giulia Ambrosetti |
|    | Italia (bandiera) | C     | Viola Brambilla   |
|    | Italia (bandiera) | C     | Giulia Brazzarola |

| N. |                   | Ruolo | Calciatrice       |
| -- | ----------------- | ----- | ----------------- |
|    | Italia (bandiera) | C     | Erika Di Lascio   |
|    | Italia (bandiera) | C     | Laura Fusetti (c) |
|    | Italia (bandiera) | C     | Giulia Merigo     |
|    | Italia (bandiera) | C     | Ester Postiglione |
|    | Italia (bandiera) | C     | Karin Previtali   |
|    | Italia (bandiera) | A     | Michela Cambiaghi |
|    | Italia (bandiera) | A     | Katia Coppola     |
|    | Italia (bandiera) | A     | Laura Cappelletti |
|    | Italia (bandiera) | A     | Chiara Ferrario   |
|    | Italia (bandiera) | A     | Lina Gritti       |
|    | Italia (bandiera) | A     | Denise Mazzola    |
|    | Italia (bandiera) | A     | Francesca Riella  |
|    | Italia (bandiera) | A     | Elisa Vai         |

## Calciomercato
| Acquisti | Acquisti          | Acquisti     | Acquisti   |
| R.       | Nome              | da           | Modalità   |
| -------- | ----------------- | ------------ | ---------- |
| C        | Erika Di Lascio   | Luserna      | definitivo |
| C        | Giulia Merigo     | Milan Ladies | definitivo |
| A        | Michela Cambiaghi | Mozzanica    | definitivo |
| A        | Katia Coppola     | Cuneo        | definitivo |
| A        | Chiara Ferrario   | Azalee       | definitivo |
| A        | Denise Mazzola    |              | svincolata |
| A        | Elisa Vai         | Bocconi      | definitivo |

| Cessioni | Cessioni            | Cessioni     | Cessioni   |
| R.       | Nome                | a            | Modalità   |
| -------- | ------------------- | ------------ | ---------- |
| P        | Alessandra Bolchini | Brescia      | definitivo |
| D        | Lidia Cereda        |              | svincolata |
| A        | Laura Cappelletti   |              | svincolata |
| A        | Elisa Vai           | Milan Ladies | definitivo |

## Risultati

### Serie A

#### Girone di andata
| Arbitro: | Ettore Longo (Cuneo) |

|  |           |                                      |
|  | Marcatori | 13’, 61’ Mauro 15’ Adami 53’ Caccamo |

| Arbitro: | Federico Pontone (Cassino) |

|                    |           |  |
| Marinelli 10’, 53’ | Marcatori |  |

| Arbitro: | Deborah Bianchi (Prato) |

|                                        |           |  |
| Fusetti 18’ Ferrario 52’ Cambiaghi 78’ | Marcatori |  |

| Arbitro: | Matteo Dellasanta (Trieste) |

|                     |           |                 |
| Gabbiadini 58’, 69’ | Marcatori | 52’ Postiglione |

| Arbitro: | Carlo Rinaldi (Bassano del Grappa) |

|  |           |             |
|  | Marcatori | 40’ Baldini |

| Arbitro: | Mario Perri (Roma) |

|                                                              |           |             |
| Pellegrinelli 9’, 54’ Giacinti 17’, 64’ Baldi 26’ Pirone 86’ | Marcatori | 48’ Fusetti |

| Arbitro: | Davide Santarossa (Pordenone) |

|                                       |           |                            |
| Fusetti 8’ Cambiaghi 63’ Ferrario 90’ | Marcatori | 16’ Sodini 81’ E. Oliviero |

| Arbitro: | Nicolò Grimaldi (Genova) |

|                           |           |            |
| Girelli 23’ Serturini 32’ | Marcatori | 16’ Merigo |

| Arbitro: | Alessandro Costa (Novara) |

|  |           |                                                     |
|  | Marcatori | 61’ Martinovic 72’ (rig.) Palombi 90’ Di Giammarino |

| Arbitro: | Alberto Caciotti (Albano Laziale) |

|           |           |  |
| Polli 90’ | Marcatori |  |

| Arbitro: | Tommaso Righi (Bologna) |

|                                |           |            |
| Pochero 6’ (aut.) Ferrario 63’ | Marcatori | 12’ Frizza |

#### Girone di ritorno
| Arbitro: | Silvia Gasperotti (Rovereto) |

|                                  |           |  |
| Bartoli 33’ Parisi 67’ Mauro 85’ | Marcatori |  |

| Arbitro: | Roberto Lovison (Padova) |

|                                |           |                                     |
| Fusetti 43’ Cambiaghi 51’, 59’ | Marcatori | 10’ Marinelli 15’ Di Bari 40’ Green |

| Arbitro: | Matteo Mori (La Spezia) |

|          |           |                                  |
| Cama 90’ | Marcatori | 11’ (rig.) Ambrosetti 50’ Gritti |

| Arbitro: | Ettore Longo (Cuneo) |

|               |           |                |
| Previtali 60’ | Marcatori | 66’ Gabbiadini |

| Arbitro: | Davide Faraon (Conegliano) |

|                                             |           |             |
| Cimatti 26’ (rig.), 81’ (rig.) Principi 54’ | Marcatori | 70’ Coppola |

| Arbitro: | Gabriele Gandolfo (Bra) |

|  |           |                                                           |
|  | Marcatori | 33’ Pirone 52’ Alborghetti 79’ Giacinti 90+2’ Scarpellini |

| Arbitro: | William Villa (Rimini) |

|                     |           |                  |
| Iannella 80’, 90+2’ | Marcatori | 35’, 75’ Coppola |

| Arbitro: | Carlo Rinaldi (Bassano del Grappa) |

|               |           |                                                    |
| Cambiaghi 86’ | Marcatori | 4’, 14’ Girelli 45’ Eusebio 74’, 79’, 90’ Bonansea |

| Roma 29 aprile 2017, ore 15:00 CEST 20ª giornata | Res Roma                   | 0 – 0 referto | Como 2000 | Centro Sp. "Maurizio Basili"\| Arbitro: \| Vincenzo Andreano (Foggia) \| |
| Arbitro:                                         | Vincenzo Andreano (Foggia) |               |           |                                                                          |

| Arbitro: | Andrè Scialla (Vicenza) |

|                                                          |           |                |
| Postiglione 59’ Previtali 72’ Coppola 87’ Ferrario 90+1’ | Marcatori | 62’ Cuciniello |

| Arbitro: | Andrea Furlan (San Donà di Piave) |

|                                               |           |                  |
| Clelland 18’, 33’, 86’ Frizza 32’ Brumana 72’ | Marcatori | 14’, 44’ Coppola |

#### Play-out
| Arbitro: | Dario Duzel (Castelfranco Veneto) |

|                                               |           |  |
| Casadio 20’ Principi 50’ (rig.) Barbaresi 85’ | Marcatori |  |

### Coppa Italia

#### Primo turno
Accoppiamento A3
| Arbitro: | Matteo Ceresini (Lodi) |

|                            |           |                      |
| Fransato 26’ Graziotto 37’ | Marcatori | 85’ (rig.) Previtali |

| Arbitro: | Silvia Gasperotti (Rovereto) |

|                                     |           |                          |
| Di Lascio 7’ Gritti 28’ Fusetti 36’ | Marcatori | 17’ Seghetto 26’ Crestan |

## Statistiche

### Statistiche di squadra
| Competizione     | Punti | In casa | In casa | In casa | In casa | In casa | In casa | In trasferta | In trasferta | In trasferta | In trasferta | In trasferta | In trasferta | Totale | Totale | Totale | Totale | Totale | Totale | DR  |
| Competizione     | Punti | G       | V       | N       | P       | Gf      | Gs      | G            | V            | N            | P            | Gf           | Gs           | G      | V      | N      | P      | Gf     | Gs     | DR  |
| ---------------- | ----- | ------- | ------- | ------- | ------- | ------- | ------- | ------------ | ------------ | ------------ | ------------ | ------------ | ------------ | ------ | ------ | ------ | ------ | ------ | ------ | --- |
| Serie A          | 19    | 11      | 4       | 2       | 5       | 17      | 26      | 11           | 1            | 2            | 8            | 10           | 27           | 22     | 5      | 4      | 13     | 27     | 53     | -26 |
| Serie A play-out | -     | -       | -       | -       | -       | -       | -       | 1            | 0            | 0            | 1            | 0            | 3            | 1      | 0      | 0      | 1      | 0      | 3      | -3  |
| Coppa Italia     | -     | 1       | 1       | 0       | 0       | 3       | 2       | 1            | 0            | 0            | 1            | 1            | 2            | 2      | 1      | 0      | 1      | 4      | 4      | 0   |
| Totale           | -     | 12      | 5       | 2       | 5       | 20      | 28      | 13           | 1            | 2            | 10           | 11           | 32           | 25     | 6      | 4      | 15     | 31     | 60     | -29 |

### Andamento in campionato
| Giornata  | 1 | 2 | 3 | 4 | 5 | 6  | 7 | 8 | 9 | 10 | 11 | 12 | 13 | 14 | 15 | 16 | 17 | 18 | 19 | 20 | 21 | 22 |
| --------- | - | - | - | - | - | -- | - | - | - | -- | -- | -- | -- | -- | -- | -- | -- | -- | -- | -- | -- | -- |
| Luogo     | C | T | C | T | C | T  | C | T | C | T  | C  | T  | C  | T  | C  | T  | C  | T  | C  | T  | C  | T  |
| Risultato | P | P | V | P | P | P  | V | P | P | P  | V  | P  | N  | V  | N  | P  | P  | N  | P  | N  | V  | P  |
| Posizione | 7 | 9 | 7 | 8 | 9 | 10 | 7 | 9 | 9 | 9  | 8  | 9  | 9  | 8  | 8  | 9  | 9  | 9  | 9  | 9  | 9  | 9  |

Legenda:

Luogo: C = Casa; T = Trasferta. Risultato: V = Vittoria; N = Pareggio; P = Sconfitta.

### Statistiche delle giocatrici
| Giocatore      | Serie A  | Serie A | Serie A     | Serie A    | Coppa Italia | Coppa Italia | Coppa Italia | Coppa Italia | Totale   | Totale | Totale      | Totale     |
| Giocatore      | Presenze | Reti    | Ammonizioni | Espulsioni | Presenze     | Reti         | Ammonizioni  | Espulsioni   | Presenze | Reti   | Ammonizioni | Espulsioni |
| -------------- | -------- | ------- | ----------- | ---------- | ------------ | ------------ | ------------ | ------------ | -------- | ------ | ----------- | ---------- |
| G. Ambrosetti  | 22+1     | 1       | 0           | 0          | 1            | 0            | 0            | 0            | 24       | 1      | 0           | 0          |
| F. Badiali     | 2        | 0       | 0           | 0          | -            | -            | -            | -            | 2        | 0      | 0           | 0          |
| V. Brambilla   | 19+1     | 0       | 0           | 0          | 2            | 0            | 0            | 0            | 22       | 0      | 0           | 0          |
| G. Brazzarola  | 6        | 0       | 0           | 0          | 2            | 0            | 0            | 0            | 8        | 0      | 0           | 0          |
| M. Cambiaghi   | 20+1     | 5       | 0           | 0          | -            | -            | -            | -            | 21       | 5      | 0           | 0          |
| L. Cappelletti | -        | -       | -           | -          | -            | -            | -            | -            | -        | -      | -           | -          |
| E. Cascarano   | 21+1     | 0       | 0           | 0          | 2            | 0            | 0            | 0            | 24       | 0      | 0           | 0          |
| L. Cereda      | -        | -       | -           | -          | 1            | 0            | 0            | 0            | 1        | 0      | 0           | 0          |
| K. Coppola     | 11+1     | 6       | 0           | 0          | -            | -            | -            | -            | 12       | 6      | 0           | 0          |
| E. Di Lascio   | 12+1     | 0       | 0           | 0          | 1            | 1            | 0            | 0            | 14       | 1      | 0           | 0          |
| C. Ferrario    | 19+1     | 4       | 0           | 0          | 2            | 0            | 0            | 0            | 22       | 4      | 0           | 0          |
| L. Fusetti     | 21+1     | 3       | 0+1         | 0          | 2            | 1            | 0            | 0            | 24       | 4      | 1           | 0          |
| M. Galletti    | -        | -       | -           | -          | -            | -            | -            | -            | -        | -      | -           | -          |
| L. Gritti      | 21+1     | 1       | 1           | 0          | 2            | 1            | 0            | 0            | 24       | 2      | 1           | 0          |
| D. Mazzola     | -        | -       | -           | -          | -            | -            | -            | -            | -        | -      | -           | -          |
| G. Merigo      | 18+1     | 1       | 3           | 0          | -            | -            | -            | -            | 19       | 1      | 3           | 0          |
| S. Nascamani   | 0        | 0       | 0           | 0          | -            | -            | -            | -            | 0        | 0      | 0           | 0          |
| G. Oliviero    | 16       | 1       | 3           | 0          | 2            | 0            | 0            | 0            | 18       | 1      | 3           | 0          |
| V. Panzeri     | 9        | 0       | 2           | 0          | 1            | 0            | 0            | 0            | 10       | 0      | 2           | 0          |
| E. Pini        | -        | -       | -           | -          | -            | -            | -            | -            | -        | -      | -           | -          |
| E. Postiglione | 19+1     | 2       | 0           | 1          | 2            | 0            | 0            | 0            | 22       | 2      | 0           | 1          |
| R. Presutti    | 4        | -13     | 0           | 0          | 1            | -2           | 0            | 0            | 5        | -15    | 0           | 0          |
| K. Previtali   | 21+1     | 2       | 3           | 0          | 2            | 1            | 0            | 0            | 24       | 3      | 3           | 0          |
| F. Riella      | 0        | 0       | 0           | 0          | 1            | 0            | 0            | 0            | 1        | 0      | 0           | 0          |
| E. Stefanazzi  | 17+1     | 0       | 3+1         | 1          | -            | -            | -            | -            | 18       | 0      | 4           | 1          |
| E. Vai         | 1        | 0       | 0           | 0          | 1            | 0            | 0            | 0            | 2        | 0      | 0           | 0          |
| F. Ventura     | 18+1     | -40-3   | 1           | 0          | 1            | -2           | 0            | 0            | 20       | -42    | 1           | 0          |